# Brahea pimo
Brahea pimo är en enhjärtbladig växtart som beskrevs av Odoardo Beccari. Brahea pimo ingår i släktet Brahea och familjen Arecaceae. IUCN kategoriserar arten globalt som sårbar. Inga underarter finns listade i Catalogue of Life.